# Drosophila nigribasis
Drosophila nigribasis este o specie de muște din genul Drosophila, familia Drosophilidae, descrisă de Hardy în anul 1969. Conform Catalogue of Life specia Drosophila nigribasis nu are subspecii cunoscute.